# Văleni-Dâmbovița
Văleni-Dâmboviţa é uma comuna romena localizada no distrito de Dâmboviţa, na região de Muntênia. A comuna possui uma área de 27.88 km² e sua população era de 2864 habitantes segundo o censo de 2007.